# Krasnyj Kurgan (obwód kurski)
Krasnyj Kurgan (ros. Красный Курган) – osiedle typu wiejskiego (także uroczysko) w zachodniej Rosji, w sielsowiecie skoworodniewskim rejonu chomutowskiego w obwodzie kurskim.

## Geografia
Miejscowość położona jest w dorzeczu Swapy, 6 km od centrum administracyjnego sielsowietu skoworodniewskiego (Skoworodniewo), 25,5 km od centrum administracyjnego rejonu (Chomutowka), 89 km od Kurska.
W granicach miejscowości znajduje się 16 posesji.

## Historia
Do czasu reformy administracyjnej w roku 2010 osiedle Krasnyj Kurgan wchodziło w skład sielsowietu mieńszykowskiego, który w tymże roku został włączony w sielsowiet skoworodniewski.

## Demografia
W 2015 r. miejscowość nie posiadała mieszkańców.

## Atrakcje
- Kurhan (VIII–X w.)[2]